# Audiokinetic Wwise
Wwise (Wave Works Interactive Sound Engine) é o software da Audiokinetic para mídia interativa e jogos eletrônicos, disponível gratuitamente para usuários não comerciais e sob licença para desenvolvedores de jogos eletrônicos comerciais. Possui uma ferramenta de autoria de áudio e um motor de som multiplataforma.

## Descrição
O aplicativo de criação Wwise usa uma interface gráfica para centralizar todos os aspectos da criação de áudio. A funcionalidade desta interface permite que aos designers de som:
- Importar arquivos de áudio para uso em jogos eletrônicos
- Aplicar efeitos de plug-in de áudio
- Mix em tempo real
- Definir estados de jogo
- Simular ambientes de áudio
- Gerenciar integração de som
- Aplicar o Windows Spatial Audio API ou Dolby Atmos.

O Wwise permite a criação imediata de áudio diretamente no jogo. Em uma rede local, os usuários podem criar, testar e ajustar efeitos sonoros e comportamentos sonoros sutis enquanto o jogo está sendo jogado em outro host.
Wwise também inclui os seguintes componentes:
- Motor de som multiplataforma (Wwise Authoring)
- Criador multicanal (permite a criação de áudio multicanal)
- Arquitetura de plug-in para plug-ins de origem, efeito e controle de origem, parte do Wwise Launcher
- API SoundFrame
- Wave Viewer (permite amostragem de arquivos de áudio WAV)

## Sistemas operacionais suportados
Wwise suporta as seguintes plataformas:
- Android
- iOS
- Linux
- Mac
- Nintendo 3DS
- PlayStation 3
- PlayStation 4
- PlayStation 5
- PlayStation Vita
- Wii
- Wii U
- Nintendo Switch
- Microsoft Windows
- Windows Phone 8
- Xbox 360
- Xbox One

## Adoção por jogos eletrônicos
Títulos recentes que usaram o Wwise incluem:
- Abzû
- Ace Combat 7: Skies Unknown
- Age of Empires: Castle Siege
- Alien: Isolation
- Aliens: Colonial Marines
- Alone in the Dark: Illumination
- Anno 1800
- Ancestors: The Humankind Odyssey
- Astroneer
- A Plague Tale: Innocence
- The Amazing Spider-Man 2
- Arena of Valor
- Ashen
- Assassin's Creed IV: Black Flag
- Assassin's Creed: Freedom Cry
- Assassin's Creed Liberation HD
- Assassin's Creed: Rogue
- Assassin's Creed Unity
- Assassin's Creed Odyssey
- Assassin's Creed Valhalla
- Astral Chain
- Batman: Arkham Knight
- Batman: Arkham Origins
- Batman: Arkham Origins Blackgate
- Bayonetta 2
- BioShock Infinite
- BioShock Infinite: Burial at Sea
- Bleach Brave Souls (ブレソル）
- Borderlands 2(Vita), Borderlands: The Handsome Collection
- Borderlands 3
- Borderlands: The Pre-Sequel!
- Child of Light
- Contagion
- Control
- Crackdown 3
- Crimson Dragon
- D4: Dark Dreams Don't Die
- Dance Central Spotlight
- Dawngate
- Daylight
- Dead by Daylight
- Dead Nation - Apocalypse Edition
- Death Stranding
- Destiny
- Deus Ex: The Fall
- Devil May Cry 5
- DiRT Rally
- Dirt Rally 2.0
- Dirty Bomb
- Divinity: Dragon Commander
- Divinity: Original Sin
- DmC: Devil May Cry
- DOOM
- Dungeon Keeper Mobile
- Dust 514
- Elite: Dangerous
- Entwined
- Event[0]
- F1 2013
- F1 2014
- Fable Anniversary
- Fantasia: Music Evolved
- Fates Forever
- Firefall
- Firewatch[7]
- Fuse
- Gears 5
- Ghost of Tsushima
- Godus
- GRID 2
- GRID: Autosport
- Gris
- Gunslinger Stratos 2
- H1Z1: Just Survive
- Halo 4
- Halo 5
- Halo: The Master Chief Collection
- Halo Wars: Definitive Edition
- Halo Wars 2
- Happy Wars
- Hitman 2
- Infamous First Light
- Infamous Second Son
- Infinite Crisis
- Inside
- Journey to the Savage Planet
- Karmaflow
- Killer Instinct
- Killer Instinct Season 2
- Killing Floor 2
- League of Legends
- Lichdom: Battlemage
- Life Is Strange
- Life Is Strange 2
- LocoCycle
- Lost Planet 3
- Metal Gear Rising: Revengeance
- Metal Gear Solid V: Ground Zeroes
- Metal Gear Solid V: Phantom Pain
- Metro: Last Light
- Middle-earth: Shadow of Mordor
- Monster Hunter World
- Mortal Kombat 11
- Murdered: Soul Suspect
- Nether
- Nier: Automata
- No Man's Sky
- Nosgoth
- No Straight Roads
- Oddworld: New N' Tasty!
- Ori and the Will of the Wisps
- Outlast
- Overwatch
- Pathfinder: Kingmaker
- Payday 2
- Peggle 2
- Plants vs Zombies 2
- PlayerUnknown's Battlegrounds
- Powerstar Golf
- Professional Baseball Spirits 2014
- Project Spark
- Quantum Break
- Resident Evil 2 (2019)
- Resident Evil 7: Biohazard
- Remember Me
- Resogun
- Ridge Racer Unbounded
- Rocket League
- Rocksmith 2014
- Saints Row: The Third
- Saints Row IV
- Saints Row IV: Re-Elected
- Saints Row: Gat Out Of Hell
- Samurai Shodown (2019)
- ScreamRide
- Shadow of the Beast (2016)
- Shadow of the Tomb Raider
- SimCity
- Sleeping Dogs: Definitive Edition
- South Park: The Stick of Truth
- Spider-Man
- Spider-Man: Miles Morales
- Spyro: Reignited Trilogy
- Star Fox Zero
- Star Citizen
- Star Wars Jedi: Fallen Order
- Stormland
- Strider
- Sunset Overdrive
- Takedown: Red Sabre
- Tekken 7
- Tengami
- Tetris Effect
- The Bureau: XCOM Declassified
- The Council
- The Elder Scrolls Online
- The Grand Tour Game
- The Legend of Korra
- The Order: 1886
- The Outer Worlds
- The Voice: I Want You
- The Witcher 3
- Thief
- Thronebreaker: The Witcher Tales
- Tom Clancy's The Division 2
- Total War: Attila
- Total War: Rome II
- Tornado Outbreak
- Trine 2: Complete Story
- Trine 3
- Tropico 6
- Ultima Forever: Quest for the Avatar
- Valiant Hearts: The Great War
- Wattam
- Wildstar
- Wonderbook: Book of Potions
- Wonderbook: Walking with Dinosaurs
- World of Tanks
- World of Warplanes
- World of Warships
- Wreckfest
- WWE 2K14
- WWE 2K15
- Zoo Tycoon
- Zumba Fitness: World Party
- Zumba Kids

### Integração do motor de jogo comercial
Wwise se destina a ser compatível com motores proprietários e comerciais.
- Unreal Engine 3
- Unreal Engine 4
- Unidade
- Cocos2d-x
- CryEngine[9]
- Orochi 3
- Gamebryo
- Fox Engine
- Autodesk Stingray
- Amazon Lumberyard

## Teatro
Uma peça usou o Wwise e seus recursos de música interativa para apresentações ao vivo:
- Dom Duardos de Gil Vicente, co-produzido pela Companhia Contigo Teatro e Grupo de Mímica e Teatro Oficina Versus, com música de Pedro Macedo Camacho[10][11]